# Анохина, Элеонора Алексеевна
Элеонора Алексеевна Анохина  (25 марта 1930, Тбилиси — 2 апреля 2001, Таганрог) — русская  поэтесса, драматург, член Союза писателей СССР (1978).

## Жизнь и творчество
Детство Элеоноры Алексеевны прошло в г. Москве. Потом семья переехала в г. Ростов-на-Дону. Школьная учеба Э. Анохиной была прервана войной. Продолжить образование она смогла — по состоянию здоровья, — только став взрослым человеком (в 1956 году окончила заочно среднюю школу).
С 1949 года жила в Таганроге. С этого же года стихи молодой поэтессы стали появляться в газетах «Таганрогская правда», «Молот», «Большевистская смена». Помещались в этих газетах (а позднее в «Вечернем Ростове», «Комсомольце») также ее очерки, театральные рецензии.
Стихи, песни, поэтические переводы с языков народов Северного Кавказа Э. Анохиной публиковались в журналах «Дон», «Нева», «Клуб и художественная самодеятельность», «Культурно-просветительская работа», в альманахе «Литературная Осетия», в коллективных сборниках, выходивших в Москве, Ростове, Орджоникидзе.
Элеонора Анохина — автор ряда пьес: «Приемная мать», «Зеркало», «Волшебное эхо», в том числе пьес для детей. Её пьесы-сказки «Гуси-лебеди», «Сказка Тихого Дона», «Сказка далекого острова» ставились кукольными театрами Ростова, Рязани, Костромы, Орджоникидзе, Рыбинска.
По либретто Э. А. Анохиной написана опера «Русский характер», поставленная Ростовской студией телевидения и народными театрами Таганрога и Новочеркасска. Элеонора Алексеевна Анохина — лауреат ряда конкурсов.

## Произведения
Пьесы-сказки
- Волшебное эхо: В 3-х действ., 7 карт. — М.: Отд. распространения драм. произведений Всесоюз. упр. охраны авт. прав, 1966. — 44 с.
- Гуси-лебеди: В 2-х действ. — М.: Отд. распространения драм. произведений Всесоюз. упр. охраны авт. прав, 1971. — 35 с.

## Публикации в коллективных сборниках и журналах
Пьесы
- Приемная мать: В 1-м действ.: В кн.: На донском степном просторе: Репертуар. сб. — Ростов н/Д, 1957. — с. 84-97.
- Зеркало: В 1-м действ.//Худож. самодеятельность, 1972, № 12. — с.58-59.

Стихи. Песни
- Фестивальная: Муз. Д. Иващенко: В кн.: Песни тихого Дона. — Ростов н/Д, 1957. — с.46-51.
- После смены//Культ.-просвет. работа, 1957, № 12. — с.19.
- Песня Кати: из оперы «Русский характер»; Муз. Т. Сотникова//Худож. самодеятельность, 1963, № 5. — с.44-45.
- Песня о Таганроге: В кн.: Родники народные. — М., 1974. — с.243-244.

## О жизни и творчестве Э. А. Анохиной
- Романченко А. Приходи, сказка!//Таганрог. правда, 1978. — 21 января
- Азизова Т. С любовью — для детей//Таганрог. правда, 1978. — 18 ноября
- Азизова Т. Мудрость сердца приходит из сказки//Таганрог. правда, 1979. — 8 декабря

## Рецензии на спектакли по пьесам Э. А. Анохиной
Русский характер: Опера
- Касьяненко В. Русский характер//Веч. Ростов, 1961. — 3 ноября
- Новиков Б. Творческая удача//Молот, 1961.- −28 ноября
- Викторов К. Волнующий спектакль; Рост. телевидение//Молот, 1962. — 22 февраля
- Ярмуш Ю. Егор Дремов; В нар. театре оперы и балета Дворца культуры Таганрог. комбайн. з-да// Таганрог. правда, 1962. — 18 ноября
- Кутайцева И. Русский характер; В нар. театре оперы и балета Дворца культуры Таганрог. комбайн. з-да // Молот, 1962. — 22 мая
- Митрофанов А. Опера о русских характерах; В нар. театре оперы и балета Дворца культуры Таганрог. комбайн. з-да// Худож. самодеятельность, 1962, № 8. — с.8.

Гуси-лебеди
- Перельман Н. Творческий поиск; Рост. театр кукол// Молот, 1970. — 6 июня
- Демченко И. Удачные дебюты; Рост. театр кукол//Веч. Ростов, 1970. — 11 июня
- Линская Ж. Красочный спектакль; Рост. театр кукол//Комсомолец, 1970. — 17 сентября
- Морозова Т. Гуси-лебеди летят по стране// Таганрог. правда, 1976. — 19 июня

Сказка Тихого Дона
- Лебедева А. Сказка о Доне-богатыре; Рост. театр кукол// Молот, 1973. — 11 марта

Сказка далекого острова
- Серая З. Зовут далекие острова; Рост. театр кукол//Комсомолец, 1976. — 13 марта